# IC 3797
IC 3797 — галактика типу NF (в процесі підтвердження) у сузір'ї Діва.
Цей об'єкт міститься в оригінальній редакції індексного каталогу.